# Valdštejnova zahrada
Valdštejnova zahrada byl svazek obcí (dle § 49 zákona č.128/2000 Sb. o obcích) v okresu Jičín. Jeho sídlem byl Jičín. Mezi cíle patřilo udržení, obnova a rozvoj místních kulturních a společenských tradic, životního stylu, pospolitosti venkovského obyvatelstva a vědomí vlastní zodpovědnosti za obnovu a rozvoj obcí. Dalším cílem byla spolupráce při rozvoji cestovního ruchu a celkový rozvoj mikroregionu. Sdružoval celkem 3 obce a byl založen v roce 2005.
Spolek ukončil činnost roku 2012.

## Obce sdružené v mikroregionu
- Jičín
- Valdice
- Železnice